# Hästsport

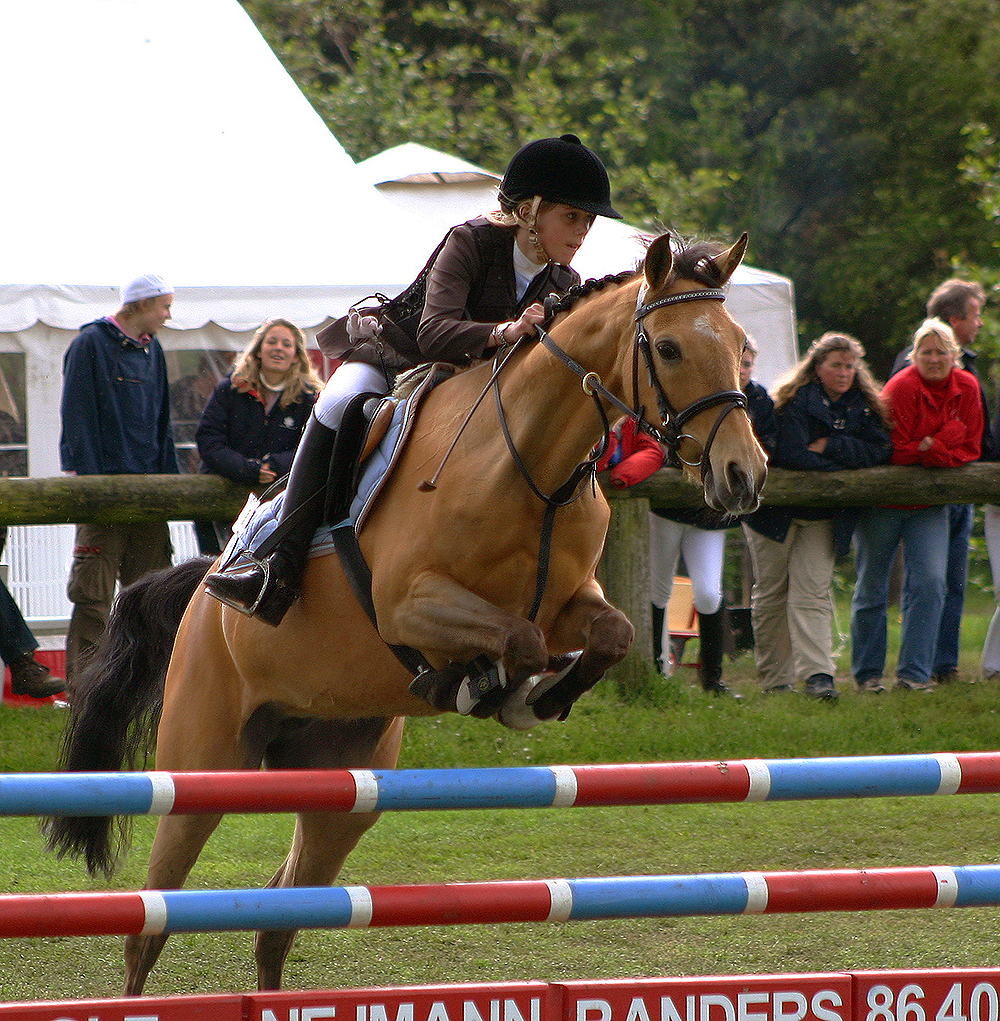
Banhoppning.

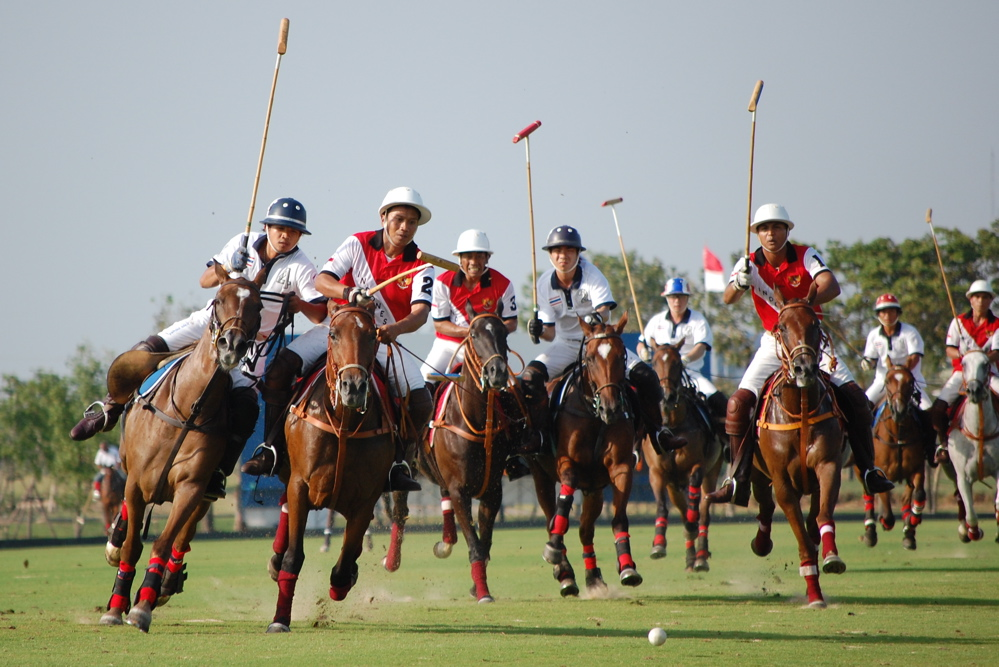
Hästpolo.

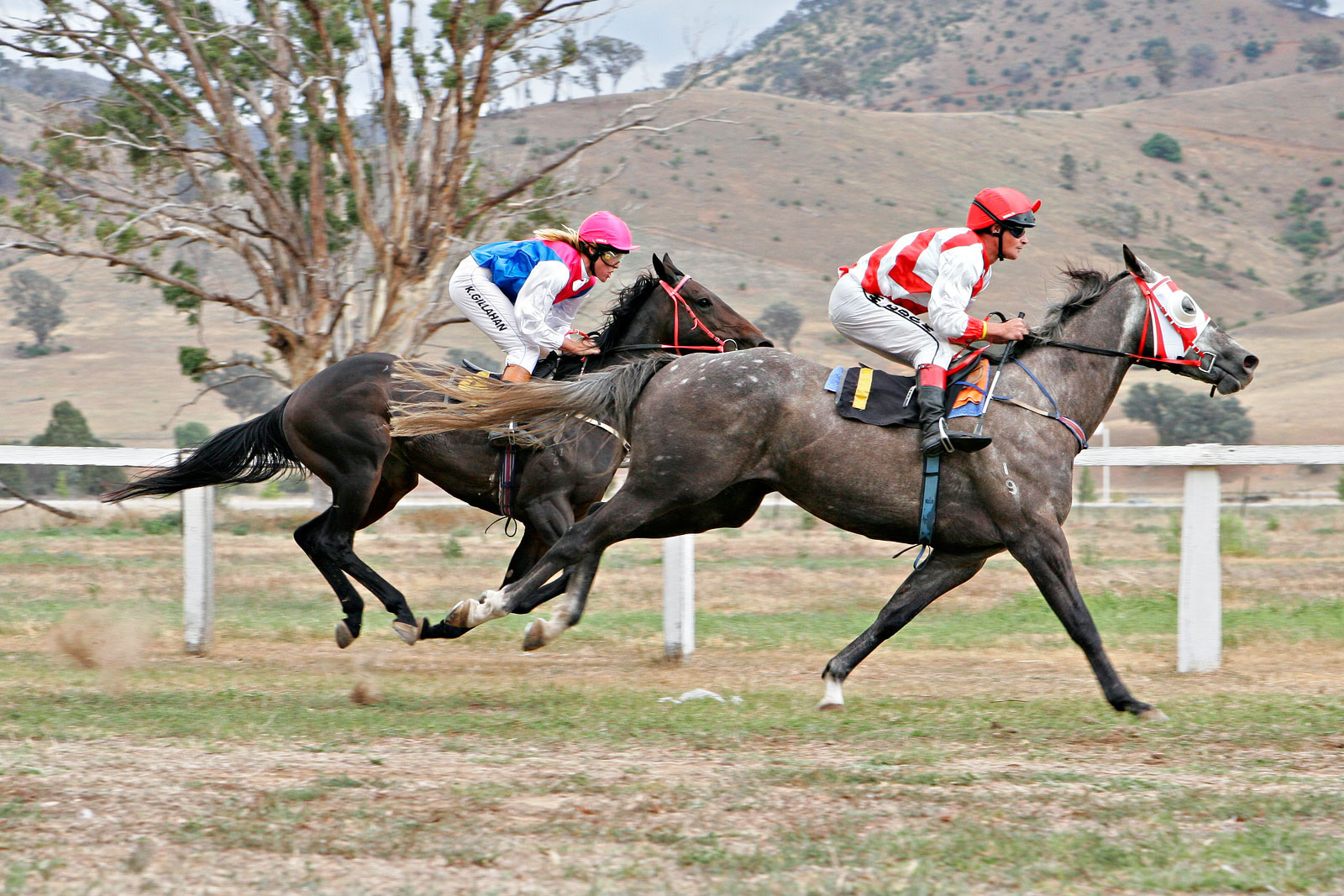
Galoppsport.

Hästsport innefattar sport, idrott och andra rekreationsaktiviteter med hästar.
Hästsporter som utövas över hela världen är ridsport (banhoppning, dressyr etc), travsport, galoppsport och hästpolo. Det finns också många hästsporter med begränsad kulturgeografisk utbredning, bland annat rodeo och engelsk rävjakt.

## Historik
Hästsport och ridsport har existerat ända sedan hästen tämjdes i Ukraina och eurasiska stäppen för 4 000-5 000 år sedan. I främre orienten och Indien hade man bland annat utvecklat ryttarlekar som liknar vår dags gymkhana. Även kapplöpningar och en enkel variant av hästpolo hade utvecklats i detta område. I norra orienten, mot ryska gränsen spelades många olika ryttarlekar där man bland annat skulle riva tält eller sticka vildsvin med svärd eller lansar. 
I Sintastha-kulturen, Mesopotamien och Egypten användes hästdragna stridsvagnar under andra årtusendet f. Kr. i strid, nöjesjakt och rekreation. De största körtävlingarna kom dock under antiken och under romarrikets storhetstid. I både Grekland och Rom kapplöpte man med häst och vagn och i Grekland blev kapplöpningen en olympisk gren år 680 f.Kr i de 25:e olympiska spelen. I Rom var dessa kapplöpningar så stora att de tävlande ekipagen till och med "sponsrades" av olika politiska grupper. Vagnarna märktes även i antingen rött, grönt, blått eller vitt, beroende på vilken årstid de användes. Dock var känslorna så starka under dessa tävlingar att många av dem slutade med svåra upplopp på gatorna i Rom.  
Under 1600-talet uppfördes i Sverige flera kungliga beridarebanor för olika former av ryttartävlingar.
Banhoppningen blev officiell statussport 1865 efter att "Royal Dublin Society" anordnat tävlingar i långa och höga hopp under en utställning. Intresset för ridsporten ökade stadigt under slutet av 1800-talet och början av 1900-talet och år 1900 var hoppning godkänt som en olympisk gren i OS i Paris. Dressyren blev godkänd 1912. 
I samband med att intresset för ridsporten ökade även efterfrågan på hästar som klarade av påfrestningarna och som hade talang för antingen hoppning eller dressyr eller både och. Många sporthästar som de tyska varmblodshästarna Hannoveranare och Holsteinare utvecklades och även större hunterhästar för jaktritt och hoppning. Nästan alla varmblodshästar utvecklades med hjälp av det engelska och det arabiska fullblodet som gav snabbhet och ädla linjer till de nya ridhästarna. Talanger inom hoppning, dressyr och fälttävlan användes vidare i aveln och idag har vi ett väl utvecklat system för avel och träning av tävlingshästar på elitnivå.

## Tävla med ponny
Sedan mitten av 1900-talet har man även tävlat ponny på elitnivå och utvecklingen av ponnyer som mötte kraven på atletiska förmågor och som ändå var lugna och stabila i temperamentet som gjorde dem lätthanterliga blev en trend som håller i sig än idag. Bland annat utvecklades den brittiska och den tyska ridponnyn och idag har Sverige även börjat utveckla en svensk ridponny.